# La Granja, Tlapacoyan
La Granja är en ort i Mexiko.   Den ligger i kommunen Tlapacoyan och delstaten Veracruz, i den sydöstra delen av landet, 210 km öster om huvudstaden Mexico City. La Granja ligger 364 meter över havet och antalet invånare är 207.
Terrängen runt La Granja är huvudsakligen kuperad, men åt nordost är den platt. Runt La Granja är det ganska tätbefolkat, med 100 invånare per kvadratkilometer. Närmaste större samhälle är Tlapacoyan, 2,2 km söder om La Granja. I omgivningarna runt La Granja växer huvudsakligen savannskog.